# Mikael Lustig
Carl Mikael Lustig, född den 13 december 1986 i Umeå, är en svensk före detta fotbollsspelare. Lustig representerade det svenska landslaget mellan 2008 och 2021.
År 2025 vann Lustig Superstars som sändes på Kanal 5/Max.

## Klubblagskarriär
Lustig började sin karriär i Sandåkerns SK, varpå han värvades till Umeå FC, där han spelade i två år med Steve Galloway som tränare. Flytten gick sedan till då allsvenska GIF Sundsvall. 
Lustig gjorde allsvensk debut under säsongen 2005 med GIF Sundsvall och spelade under säsongen åtta matcher under vilka han gjorde två mål. GIF Sundsvall degraderades efter säsongen till Superettan, där Lustig under de två följande säsongerna spelade 57 av de totalt 60 seriematcherna. Till säsongen 2008 var laget tillbaka i Allsvenskan och Lustig fortsatte att vara ordinarie i laget då han spelade i samtliga elva seriematcher innan EM-uppehållet. Under sommaren skrev han på för norska Rosenborg BK.
Efter fyra säsonger i Rosenborg stod det i november 2011 klart att Lustig lämnar klubben.
Den 23 november 2011 meddelade skotska Celtic FC att ett kontraktsavtal slutits med Lustig. Kontraktet gällde från den 1 januari 2012 och sträckte sig över tre och ett halvt år. Karriären fortsatte med ett nytt fyraårskontrakt med Celtic fram till 2019.
Det blev sammanlagt åtta säsonger med Celtic för Mikael Lustig och han blev skotsk mästare under samtliga åtta säsonger i Glasgow-klubben. Han vann även den skotska FA-cupen fyra gånger samt Ligacupen fyra gånger, och spelade även flera matcher i Uefa Champions League och i Uefa Europa League för Celtic.
21 juni 2019 blev det klart att Mikael Lustig värvades av KAA Gent i den belgiska ligan. Kontraktet sträckte sig till 2022, men Lustig tappade sin startplats i klubben.
Lustig skrev den 25 augusti 2020 på ett elvamånaderskontrakt med AIK. Lustig gjorde sin debut för AIK i en 1-0-förlust mot BK Häcken på Friends Arena den 30 augusti 2020. I mars 2021 förlängde han sitt kontrakt i AIK fram över säsongen 2022. Lustigs sista match blev den allsvenska avslutningen mot Elfsborg 6 november 2022.

## Landslagskarriär
Under säsongen 2006 landslagsdebuterade Lustig i U21-laget och under U21-EM i Sverige 2009 hade han givits förtroendet som vicekapten för det svenska landslaget. Totalt gjorde Lustig 21 U21-landslagsmatcher för Sverige.
Den 19 januari 2008 debuterade Lustig i A-landslaget i en match mot USA, som Sverige kom att förlora med 2–0 och första landslagsmålet kom den 29 mars 2011 i en EM-kvalmatch mot Moldavien, där Sverige vann med 2–1.
Lustig representerade Sverige i fyra olika mästerskap. I EM 2012, startade Lustig i den första gruppspelsmatchen mot Ukraina, och fick motstå massiv kritik i medier efter att Andrej Sjevtjenko nickat in segermålet efter en hörna där Lustig lämnat första stolpen där bollen gick in. 
Ett av Lustigs sex mål i landslaget, var när han gjorde Sveriges andra mål i VM-kvalmatchen 16 oktober 2012 mot Tyskland, som slutade 4-4 på Olympiastadion i Berlin.
I EM 2016, startade Lustig i den första gruppspelsmatchen mot Irland men tvingades bryta premiärmatchen redan i den första halvleken på grund av en ljumskskada.
I VM 2018, spelade Lustig  samtliga matcher i gruppspelet, men i åttondelsfinalen mot Schweiz drog Lustig på sig sitt andra gula kort, och var därmed avstängd i kvartsfinalen mot England.
Lustig spelade i samtliga Sveriges matcher i EM 2020. Åttondelsfinalen i Europamästerskapet mot Ukraina den 29 juni 2021 blev Lustigs 94:e och sista landskamp, då han två veckor efteråt meddelade att han valt att avsluta sin landslagskarriär.

## Meriter

### Inom klubblag
Rosenborg BK
- Eliteserien: 2009, 2010

 Celtic FC
- Premiership: ,2011/2012,2012/2013, 2013/2014, 2014/2015, 2015/2016, 2016/2017, 2017/2018,2018/2019
- Skotska Cupen: 2012/2013, 2016/2017, 2017/2018

- Skotska ligacupen: 2014/2015, 2016/2017, 2017/2018, 2018/2019

Inom Landslag
- U21-EM: delat brons

## Säsongsfacit

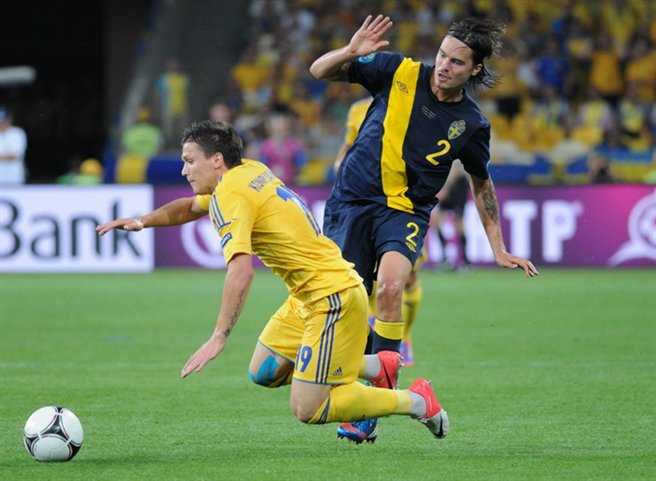
Lustig i en duell med Ukrainas Jevhen Konopljanka under EM 2012

| Säsong    | Serie                            | Matcher | Mål | Assist | Källa  |
| --------- | -------------------------------- | ------- | --- | ------ | ------ |
| 2005      | Allsvenskan (GIF Sundsvall)      | 8       | 2   | 0      | [ 25 ] |
| 2006      | Superettan (GIF Sundsvall)       | 28      | 3   | 0      | [ 25 ] |
| 2007      | Superettan (GIF Sundsvall)       | 29      | 2   | 4      | [ 25 ] |
| 2008      | Allsvenskan (GIF Sundsvall)      | 16      | 1   | 2      | [ 25 ] |
| 2005–08   | GIF Sundsvall                    | 81      | 8   | 6      |        |
| 2008      | Norska ligan (Rosenborg)         | 11      | 1   | 0      | [ 26 ] |
| 2009      | Norska ligan (Rosenborg)         | 25      | 4   | 4      |        |
| 2010      | Norska ligan (Rosenborg)         | 29      | 4   | 5      |        |
| 2011      | Norska ligan (Rosenborg)         | 27      | 4   | 8      |        |
| 2008–11   | Rosenborg                        | 92      | 13  | 17     |        |
| 2011–2012 | Scottish Premier League (Celtic) | 4       | 0   | -      | [ 27 ] |
| 2012–2013 | Scottish Premier League (Celtic) | 23      | 3   | -      |        |
| 2013–2014 | Scottish Premier League (Celtic) | 16      | 0   | -      |        |
| 2014–2015 | Scottish Premier League (Celtic) | 5       | 2   | -      |        |
| 2015–2016 | Scottish Premier League (Celtic) | 30      | 4   | -      |        |
| 2016–2017 | Scottish Premier League (Celtic) | 29      | 1   | -      |        |
| 2017–2018 | Scottish Premier League (Celtic) | 26      | 1   | -      |        |
| 2018–2019 | Scottish Premier League (Celtic) | 27      | 2   | -      |        |
| 2011–2019 | Celtic                           | 160     | 13  | -      |        |
| 2019–2020 | First Division A (KAA Gent)      | 16      | 0   | -      |        |

| Säsong | Matcher | Mål | Källa  |
| ------ | ------- | --- | ------ |
| 2006   | 4       | 0   | [ 28 ] |
| 2007   | 5       | 0   | [ 29 ] |
| 2008   | 4       | 1   | [ 30 ] |
| 2009   | 8       | 0   | [ 31 ] |
| Totalt | 21      | 1   | [ 32 ] |

| Säsong | Matcher | Mål | Källa  |
| ------ | ------- | --- | ------ |
| 2008   | 1       | 0   | [ 33 ] |
| 2009   | 1       | 0   | [ 34 ] |
| 2010   | 10      | 0   | [ 35 ] |
| 2011   | 11      | 1   | [ 32 ] |
| 2012   | 8       | 1   |        |
| 2013   | 10      | 0   |        |
| 2014   | 3       | 0   |        |
| 2015   | 4       | 0   |        |
| 2016   | 7       | 2   |        |
| 2017   | 8       | 2   |        |
| 2018   | 1       | 0   |        |
| Totalt | 64      | 6   | [ 32 ] |